# Grande Prêmio de Gazipaşa
O Grande Prêmio de Gazipaşa (oficialmente: Grand Prix Gazipaşa) é uma competição de ciclismo turca que se celebra no mês de fevereiro entre Gazipaşa e Kahyalar na Província de Antalya.
A primeira edição correu-se no ano 2019 como parte do UCI Europe Tour baixo a categoria 1.2.

## Palmarés
| Ano  | Vencedor           | Segundo          | Terceiro        |
| ---- | ------------------ | ---------------- | --------------- |
| 2019 | Branislau Samoilau | Gian Friesecke   | Márton Dina     |
| 2020 | Mamyr Stash        | Yauheni Karaliok | Alan Banaszek   |
| 2021 | Raman Tsishkou     | Mamyr Stash      | Alan Banaszek   |
| 2022 | Onur Balkan        | Irwandie Lakasek | Yevgeniy Gidich |

## Palmarés por países
| País         | Vitórias |
| ------------ | -------- |
| Bielorrússia | 2        |
| Rússia       | 1        |